# Fútbol en los Juegos Panafricanos de 2015
El Fútbol en los Juegos Panafricanos de 2015 se realizaron a cabo entre los días 6 y 18 de septiembre de 2015 en la capital Brazzaville tanto en masculino como en femenino.

## Resultados
| Evento    | Oro     | Plata        | Bronce          |
| --------- | ------- | ------------ | --------------- |
| Masculino | Senegal | Burkina Faso | Nigeria         |
| Femenino  | Ghana   | Camerún      | Costa de Marfil |

## Medallero
| #     | País            | Oro | Plata | Bronce | Total |
| ----- | --------------- | --- | ----- | ------ | ----- |
| 1     | Ghana           | 1   | 0     | 0      | 1     |
| 1     | Senegal         | 1   | 0     | 0      | 1     |
| 3     | Burkina Faso    | 0   | 1     | 0      | 1     |
| 3     | Camerún         | 0   | 1     | 0      | 1     |
| 5     | Costa de Marfil | 0   | 0     | 1      | 1     |
| 5     | Nigeria         | 0   | 0     | 1      | 1     |
| Total | Total           | 2   | 2     | 2      | 6     |